# Indywidualne Mistrzostwa Polski w Zapasach 2003

## Mistrzostwa Polski w Zapasach2003

### Kobiety
11. Mistrzostwa Polski – 16–17 maja 2003, Żary

### Mężczyźni
- styl wolny

56. Mistrzostwa Polski – 16–18 maja 2003, Krapkowice
- styl klasyczny

73. Mistrzostwa Polski – 3–5 kwietnia 2003, Warszawa

## Medaliści

### Kobiety
| Kategoria: | Złoto:                               | Srebro:                              | Brąz:                                                                                   |
| 48 kg      | Iwona Matkowska Agros Żary           | Marta Podedworna Agros Żary          | Kinga Kubicka Znicz Podzamcze Chęcińskie Agnieszka Lis Agros Żary                       |
| 51 kg      | Elżbieta Stryczek Slavia Ruda Śląska | Małgorzata Bucka Szczyt Boguszów     | Joanna Piasecka Włókniarz Łódź Patrycja Więczek Dąb Brzeźnica                           |
| 55 kg      | Sylwia Bileńska Dąb Brzeźnica        | Ewa Jarząbek Szczyt Boguszów         | Dominika Rozenbajger Cement Gryf Chełm Małgorzata Zonenberg Heros Witków                |
| 59 kg      | Arletta Wałkuska Dąb Brzeźnica       | Justyna Kruk Agros Żary              | Justyna Barciak Mazowsze Teresin Renata Kudłaty Derby Kobylanka                         |
| 63 kg      | Emilia Drzewińska Agros Żary         | Małgorzata Bassa Gwardia Warszawa    | Paulina Czerska Agros Żary Ewa Iwańska Gwardia Warszawa                                 |
| 67 kg      | Ewelina Pruszko Gwardia Warszawa     | Katarzyna Jaworska Platan Borkowice  | Monika Maj Cement Gryf Chełm Agnieszka Wieszczek Heros Witków                           |
| 72 kg      | Monika Kowalska Włókniarz Łódź       | Paulina Petrykowska Gwardia Warszawa | Alicja Słomczyńska Znicz Podzamcze Chęcińskie Anna Wawrzycka Znicz Podzamcze Chęcińskie |

### Mężczyźni

#### Styl wolny
| Kategoria: | Złoto:                                 | Srebro:                             | Brąz:                                                                    |
| 55 kg      | Stanisław Surdyka Stal Rzeszów         | Ernest Pardej Platan Borkowice      | Łukasz Pawlak ZKS Góraźdże Adam Sobieraj Megavolt Koszalin               |
| 60 kg      | Łukasz Góral Włókniarz Łódź            | Adrian Mazan Włókniarz Łódź         | Tadeusz Kowalski GKS Górnik Łęczna Michał Małkiewicz Piast Wola          |
| 66 kg      | Lucjan Gralak Megavolt Koszalin        | Damian Świetlik Włókniarz Łódź      | Krzysztof Grzywniak Włókniarz Łódź Radosław Wierzbicki Megavolt Koszalin |
| 74 kg      | Krystian Brzozowski GKS Górnik Łęczna  | Radosław Kurowski Megavolt Koszalin | Michał Rom Piast Wola Łukasz Wiechna ZKS Góraźdże                        |
| 84 kg      | Michał Marcinkiewicz GKS Górnik Łęczna | Mariusz Dąbrowski Megavolt Koszalin | Piotr Gieral GKS Górnik Łęczna Rafał Lewoń AKS Białogard                 |
| 96 kg      | Michał Stanisławski Gwardia Warszawa   | Bartłomiej Bartnicki Włókniarz Łódź | Mateusz Gucman ZKS Górażdże Tomasz Janiszewski Gwardia Warszawa          |
| 120 kg     | Radosław Jankowski Grunwald Poznań     | Witold Biskup Piast Wola            | Janusz Jezior Piast Wola Dariusz Smagowski Gwardia Warszawa              |

#### Styl klasyczny
| Kategoria: | Złoto:                                   | Srebro:                            | Brąz:                                                                 |
| 55 kg      | Dariusz Jabłoński Cement Gryf Chełm      | Ryszard Marciniak AZS-AWF Warszawa | Piotr Jabłoński Cement Gryf Chełm' Mariusz Łoś Agros Zamość           |
| 60 kg      | Grzegorz Szyszka PTC Pabianice           | Łukasz Niewiadomski Legia Warszawa | Radosław Dąbrowski PTC Pabianice Piotr Puchalski Legia Warszawa       |
| 66 kg      | Włodzimierz Zawadzki Legia Warszawa      | Julian Kwit Zagłębie Wałbrzych     | Sylwester Charzewski Cement Gryf Chełm Piotr Hader Zagłębie Wałbrzych |
| 74 kg      | Michał Jaworski AKS Piotrków Trybunalski | Damian Fedorowicz Śląsk Wrocław    | Radosław Truszkowski Cement Gryf Chełm Ryszard Wolny Unia Racibórz    |
| 84 kg      | Artur Michalkiewicz Śląsk Wrocław        | Andrzej Jaworski AZS-AWF Warszawa  | Marcin Letki Śląsk Wrocław Bartłomiej Wijata AKS Piotrków Trybunalski |
| 96 kg      | Marek Sitnik Śląsk Wrocław               | Jacek Fafiński Legia Warszawa      | Sebastian Czerwiński Cement Gryf Chełm Artur Mikołajczyk Agros Żary   |
| 120 kg     | Marek Kraszewski Śląsk Wrocław           | Robert Wajszczuk PTC Pabianice     | Jacek Lepko Agros Żary Marek Mikulski Warmia Lidzbark Warmiński       |